# Massacre de Fântâna Albă
Le massacre de Fântâna Albă a eu lieu le 1er avril 1941, près du village de Fântâna Albă, sur la ligne de démarcation entre la partie nord de la Bucovine, une région roumaine de Moldavie qui fut occupée par l’URSS le 28 juin 1940, et la partie sud restée roumaine.
Les troupes de la police politique de l’Union soviétique, appelée NKVD, ont massacré ici entre 2 000 et 4 000 civils fuyant l’occupation soviétique vers la Roumanie. Certaines sources qualifient ces massacres de « Katyń roumain »,,. Fântâna Albă se trouve à présent dans l’oblast de Tchernivtsi, en Ukraine, et s’appelle Bila Krynytsya.

## Contexte
Le 28 juin 1940, conformément au pacte germano-soviétique, la Roumanie est contrainte de céder à l’URSS un territoire de 50,135 km2 peuplé de 3,76 millions d’habitants : dans l’année qui suit, de nombreux civils roumains tentent de franchir la nouvelle frontière, avec ou sans autorisation officielle, pour se réfugier dans les territoires moldaves encore roumains.
La réaction des autorités soviétiques à cet exode a été double. Premièrement, les patrouilles frontalières ont été renforcées. Deuxièmement, des listes ont été dressées : les familles dont un ou plusieurs membres ont fui en Roumanie sont considérées comme « traîtres à la patrie soviétique », donc destinées à être déportées vers des camps de travaux forcés en Sibérie. Le 1er janvier 1941, les listes établies par la 97e unité des gardes-frontières soviétiques mentionnaient 1 085 personnes. Les tableaux pour d’autres localités comprenaient les noms de 1 294 personnes (le 7 décembre 1940). À ce stade, même les personnes qui étaient simplement soupçonnées d’avoir l’intention de fuir en Roumanie commencent à y être inscrites.

## Le massacre
Le 1er avril 1941, entre 2000 et 3000 habitants non armés de plusieurs villages, portant un drapeau blanc et, pour certains, des symboles religieux, marchèrent ensemble vers la nouvelle frontière soviéto-roumaine. Des rumeurs circulaient selon lesquelles les Soviétiques, satisfaits d’être débarrassés des habitants Roumains, autoriseraient désormais la traversée vers la Roumanie. À la frontière, les gardes-frontières soviétiques les somment de s’arrêter mais le groupe ignore l’avertissement, et les gardes-frontières commencent à tirer. Selon le rapport officiel soviétique, le nombre de victimes s’élevait à 44 personnes le 1er avril 1941, mais le bilan serait beaucoup plus lourd selon les témoignages de survivants.
Le nombre exact de morts reste un sujet de controverse. Des témoins oculaires estiment qu’environ 200 personnes ont été tuées directement par des coups de feu et de nombreuses autres blessées. Certains blessés auraient été capturés par la suite, attachés à des chevaux et traînés dans des fosses communes précédemment excavées. D’autres blessés furent conduits au siège du NKVD d’Adâncata (aujourd’hui Hlyboka en Ukraine), où ils furent torturés et où beaucoup périrent. Certaines personnes furent emmenées, après avoir été torturées, au cimetière juif de la ville, et jetées vivantes dans une fosse commune, où elles ont été tuées à la pelle ou enterrées vivantes.

## Conséquences
Entre 1940 et 1941, entre 12 000 et 13 000 Bucoviniens furent déportés dans les camps du Goulag, principalement des chrétiens roumanophones, mais aussi des ukrainophones et des juifs. À la suite de l’émigration et des tueries, la population roumaine de la région de Tchernivtsi a chuté de plus de 75 000 entre 1930 et 1959. Selon Donald Niewyk, ces persécutions faisaient partie d’un programme délibéré extermination, planifié et exécuté par le régime stalinien alors allié de l’Allemagne nazie par le pacte germano-soviétique.
Le 1er avril 2016, à l’occasion du 75e anniversaire du massacre, une cérémonie s’est tenue à Fântâna Albă, avec la participation du gouverneur ukrainien de l’oblast de Tchernivtsi, de l’abbé roumain du monastère de Putna et de plusieurs responsables roumains,.,. Dans une interview, le ministre roumain Dan Stoenescu déclara que « cette tragédie du peuple roumain a été suivie d’autres représailles comme celle de 1941 lorsque d’autres milliers de Roumains de Bucovine, dont beaucoup étaient des parents des victimes du massacre de Fântâna Albă, ont été arrachés à leurs foyers et déportés en Sibérie et au Kazakhstan »,.